# Franco Agostini
Franco Agostini (Genova, 3 giugno 1940) è un attore e doppiatore italiano.

## Filmografia
- Giocando a golf una mattina, regia di Daniele D'Anza – miniserie TV (1969)
- Su le mani, cadavere! Sei in arresto, regia di León Klimovsky (1971)
- Decameron proibitissimo (Boccaccio mio statte zitto), regia di Marino Girolami (1972)
- Perché quelle strane gocce di sangue sul corpo di Jennifer?, regia di Giuliano Carnimeo (1972)
- I giochi proibiti de l'Aretino Pietro, regia di Piero Regnoli (1972)
- Canterbury proibito, regia di Italo Alfaro (1972)
- Non ho tempo, regia di Ansano Giannarelli (1973)
- 4 marmittoni alle grandi manovre, regia di Marino Girolami (1974)
- La sbandata, regia di Salvatore Samperi e Alfredo Malfatti (1974)
- Conviene far bene l'amore, regia di Pasquale Festa Campanile (1975)
- Il soldato di ventura, regia di Pasquale Festa Campanile (1976)
- Due sul pianerottolo, regia di Mario Amendola (1976)
- Sturmtruppen, regia di Salvatore Samperi (1976)
- Vedrai che cambierà, regia di Paolo Poeti – film TV (1976)
- Diario di un giudice, regia di Marcello Baldi (1978)
- John Travolto... da un insolito destino, regia di Neri Parenti (1979)

## Doppiaggio

### Cinema

#### Live action
- Aldo Maccione ne La poliziotta a New York
- John Ridgely ne Il grande sonno (ridoppiaggio)
- Yutaka Hayashi in Ai confini della realtà
- Ed Nelson in Airport '75
- Angelo Pellegrino in Signore e signori, buonanotte
- Mel Novak ne L'ultimo combattimento di Chen
- Jimmie Walker in Airport '80
- Robert Picardo ne L'ululato
- Rick Aviles ne La corsa più pazza d'America
- Gavan O'Herlihy ne Il giustiziere della notte 3
- Richard B. Whitaker ne L'alieno
- Benno Schmidt in Mariti e mogli
- Randy Quaid in National Lampoon's Vacation

#### Animazione
- Lucky Luke in Lucky Luke (primo doppiaggio)
- Hoppity in Hoppity va in città (primo doppiaggio)

### Televisione
- David Carradine in Kung Fu
- Claus Ringer in Squadra speciale K1
- Richard McKenzie in Radici
- Jack Colvin (1ª voce) ne L'incredibile Hulk
- Michael Talbott in Miami Vice
- Grant Aleksander in Capitol